# Московская частная русская опера
Московская частная русская опера — оперный театр в Москве в 1885—1904 годах.
Носил многочисленные названия: в 1885—1888 «Театр Кроткова», в 1896—1899 — «Частная опера Винтер», в 1900—1904 — «Товарищество частной оперы», «Московское товарищество артистов частной русской оперы». Известен также как Мамонтовская опера. Все эти коллективы объединяла финансовая и моральная поддержка Саввы Мамонтова.

## История
Историю Частной русской оперы принято отсчитывать от 9 января 1885 года, когда она открылась под названием «Частной оперы Кроткова»; спектакли шли до конца сезона 1886—1887 года. Труппа состояла из русских и итальянских певцов.
В 1888—1892 годах Мамонтов поддерживал московскую «Итальянскую оперу».
В 1894—1895 годах опера Клавдии Винтер ставила спектакли в Театре Панаева в Санкт-Петербурге. Среди певцов были Фёдор Шаляпин, Надежда Забела, Татьяна Любатович; декорациями и костюмами занимался Михаил Врубель.
Летом 1896 года опера возобновила спектакли в Нижнем Новгороде, а 8 сентября открыла зимний сезон в здании театра Солодовникова под названием Русской частной оперы Клавдии С. Винтер. Мамонтов стал неофициальным руководителем театра (и оставался им до конца сезона 1898—1899 годов).
20 января 1898 года театр Солодовникова был повреждён пожаром, труппа переехала в Интернациональный театр, а с февраля по апрель находилась на своих первых гастролях в Санкт-Петербурге.
В марте-апреле 1899 года прошли вторые гастроли в Санкт-Петербурге. В том же году проверка обнаружила серьёзные финансовые проблемы в компании Мамонтова (Московско-Ярославской железной дороге), Мамонтов был арестован по обвинению в растрате денег. После освобождения под домашний арест, Мамонтов продолжил руководить театром через посредников. Летом 1900 года суд оправдал Мамонтова, но он стал банкротом.
В 1900—1901 годах Опера работала официально как товарищество, а на самом деле как частная компания под управлением Клавдии Винтер и Михаила Ипполитова-Иванова с эпизодическим участием Мамонтова. После 1901 года Мамонтов не занимается делами этого театра, но летом 1903 года организовал оперу в театре «Эрмитаж».
Товарищество было распущено в конце сезона 1903—1904 года, большая часть труппы влилась в Оперу Зимина, которая продолжала ставить спектакли до 1917 года, в основном в здании театра Солодовникова. Некоторые спектакли Частной русской оперы были возобновлены Зиминым с использованием прежних декораций и костюмов. Сам Зимин рассматривал свой театр как преемника мамонтовской оперы и начинал отсчёт истории с 1885 года.

## Шаляпин
На годы выступлений Шаляпина в Мамонтовской опере (он пробыл солистом четыре сезона — с 1896 по 1899) пришёлся взлёт его артистической карьеры. Сам Шаляпин отмечал важность этого времени: «У Мамонтова я получил тот репертуар, который дал мне возможность разработать все основные черты моей артистической натуры, моего темперамента».
Покровительство Мамонтова дало возможность таланту Шаляпина раскрыться в полной мере. Сам певец рассказывал:

С. И. Мамонтов сказал мне:
«Феденька, вы можете делать в этом театре всё, что хотите! Если вам нужны костюмы, скажите, и будут костюмы. Если нужно поставить новую оперу, поставим оперу!»
Всё это одело душу мою в одежды праздничные, и впервые в жизни я почувствовал себя свободным, сильным, способным побеждать все препятствия.

## Рахманинов
Один сезон в 1897 году в Частной русской опере отработал вторым дирижёром молодой С. В. Рахманинов (первым дирижёром был итальянец Эудженио (Евгений Доминикович) Эспозито). Вот как описывает Рахманинов опыт своей работы:

Мамонтов был рождён режиссёром, и этим, вероятно, объясняется, почему его главный интерес сосредоточился на сцене, декорациях и на художественной постановке. Он выказал себя в этой области настоящим мастером и специалистом дела и окружил себя такими талантливыми сотрудниками, как художники Серов, Врубель и Коровин. Много раз я слышал, как Мамонтов давал советы даже Шаляпину.
[…]
Что касается чисто музыкальной стороны предприятия, то есть оркестра и хора, то ими Мамонтов интересовался меньше. Он никогда не вмешивался в нашу работу, за исключением, впрочем, тех случаев, когда первый дирижёр, итальянец Эспозито, или я, второй дирижёр, просили разрешить нам лишнюю репетицию: много раз Мамонтов отказывал нам в этой просьбе.
[…]
Все эти характерные особенности мамонтовской антрепризы бросались в глаза в каждом представлении: всегда очень интересная, свежая и оригинальная постановка и в то же время недостаточно срепетированный оркестр, плохо разученные хоры и множество мелких дефектов, как опаздывание в поднятии занавеса, слишком длинные антракты и т. п.
[…]
Например, [в опере «Садко»] доска, по которой Садко должен был отправиться в царство Морского царя, будучи брошенной с корабля Садко, ударилась о «воду» — пол сцены — с невероятным грохотом; или ещё: одна из больших рыб в сцене подводного царства спокойно проплывала через сцену, будучи обращена своею обратной стороной к публике... И несмотря на всё это, успех новой оперы Римского-Корсакова был огромный.